# UUTAi
UUTAi (Olena UUTAi; настоящее имя — Олена Борисовна Подлужная; род. 26 марта 1986, Якутск) — исполнительница этнической музыки, мастер горлового пения, виртуоз игры на хомусе. В создании своей музыки она использует звукоподражания природе.

## Биография
Родилась в Якутске, а её родители родом с Украины. С семи лет ходила в музыкальную школу, где училась игре на фортепиано, а затем и на варгане (хомусе).
Прежде чем заняться сольной карьерой, Олена выступала в составе ансамбля Айархаан.
В 2013 году выпустила свой дебютный альбом.
В 2018 году выступала на шоу Britain’s Got Talent и дошла до полуфинала. В том же году принимала участие в немецком шоу Das Supertalent.
В 2020 году Олена записала одну из песен с альбома «ДНК Мира» певицы Линды.

## Дискография
| Год  | Альбом          |
| ---- | --------------- |
| 2014 | Peregrination   |
| 2017 | Hear Your Heart |
| 2018 | Legend          |
| 2019 | Meditation.Live |
| 2021 | Dope            |